# سیارک ۸۵۷۸
سیارک ۸۵۷۸ (به انگلیسی: 8578 Shojikato، نامگذاری:1996WZ) هشت هزار و پانصد و هفتاد و هشتمین سیارک کشف شده‌است که در ۱۹ نوامبر ۱۹۹۶ کشف شد.